# Palashbari Upazila
Palashbari Upazila är ett underdistrikt i Bangladesh. Det ligger i den norra delen av landet, 200 km nordväst om huvudstaden Dhaka.
Trakten runt Palashbari Upazila består till största delen av jordbruksmark. Runt Palashbari Upazila är det mycket tätbefolkat, med 1 266 invånare per kvadratkilometer.